# Festival Internacional de Linguagem Eletrônica
O Festival Internacional de Linguagem Eletrônica (FILE) é um evento de artes de novas mídias que mistura tecnologia, vídeos, animações e games com instalações interativas. Sua primeira edição aconteceu em São Paulo em 2000, seguindo assim até os dias atuais e eventualmente em outras cidades do mundo inteiro. É considerado hoje o maior festival de arte e tecnologia do Brasil, servindo como indicador da pluralidade de pesquisas e de produções nacionais nas múltiplas áreas da cultural digital (arte interativa, screenings, performances, games, arte sonora, realidade virtual, discussões teóricas sobre o tema e cinema digital).
O festival FILE é organizado por uma instituição sem fins lucrativos de mesmo nome, fundada em 2000, cujos objetivos são disseminar e desenvolver a arte digital e eletrônica, servindo como espaço para artistas inovadores de todo o mundo. O FILE busca fomentar o intercâmbio cultural e tecnológico, a discussão e o reconhecimento da arte digital e eletrônica, e o acesso público a esse tipo de arte.[carece de fontes?]
O FILE é reconhecido internacionalmente como um dos principais eventos de arte digital e eletrônica na América Latina. Através de suas iniciativas, o festival tem promovido a inclusão de artistas brasileiros e latino-americanos no cenário global da arte digital, fomentando colaborações e trocas culturais.[carece de fontes?]

## Categorias
As exposições são anuais e abrangem uma variedade de disciplinas, incluindo:[carece de fontes?]
- Arte Interativa: Exposições que permitem a participação ativa do público.
- Animações e Filmes Digitais: Exibição de trabalhos de animação e filmes criados com tecnologias digitais.
- Games e Realidade Virtual: Apresentações de jogos eletrônicos inovadores e experiências de realidade virtual.
- Performances e Instalações: Performances ao vivo e instalações que integram arte e tecnologia.

Cartaz do FILE Belo Horizonte 2018 - A Arte Eletrônica na Época Disruptiva, Festival Internacional de Linguagem Eletrônica

Ao longo dos anos, o FILE foi composto por diferentes e independentes categorias:
- FILE Prix Lux: prêmio internacional concedido a profissionais na área das linguagens eletrônico-digitais. São sete prêmios em cada "subcategorias": Arte Interativa, Linguagem Digital e Sonoridade Eletrônica.[carece de fontes?]
- FILE PAI (Paulista Avenida Interativa = Arte Pública Interativa): projeto de arte pública digital que ocupa vários espaços da Avenida Paulista com obras de arte interativas.[2]
- FILE Exposição: pesquisas e produções nacionais e internacionais em cultura digital.[carece de fontes?]
- FILE Mídia Arte: trabalhos digitais que propõem diferentes formas de explorar as novas tecnologias como meios de criação e interação.[carece de fontes?]
- FILE Symposium: conteúdo conciso sobre o pensamento da cultura digital. Artistas e pensadores expõem panoramas que ilustram a produção estética da arte eletrônica.[carece de fontes?]
- FILE Hipersônica: evento com enfase nas manifestações musicais, sonoras, visuais e performáticas da arte eletrônica.[carece de fontes?]
- LED Show: explora a interseção entre arte, tecnologia e luz, e ocupa o painel de led da galeria de Arte Digital na fachada do CCF.[carece de fontes?]
- FILE Games: repertório de jogos eletrônicos experimentais e artísticos, desenvolvidos por produtores independentes nacionais e internacionais.[carece de fontes?]
- FILE Maquinema: filmes construídos em realidades virtuais, como as de jogos digitais e de mundos online.[carece de fontes?]
- FILE Inovação: busca promover a transversalidade entre ciência, arte e economia por meio da exibição de invenções e inovações embasadas em criatividade e inovação aberta.[carece de fontes?]
- FILE Arquivo: mais de 2.000 obras digitais estão disponíveis no site do festival.[carece de fontes?]

## Edições
Em São Paulo, os eventos acontecem no espaço do Centro Cultural Ruth Cardoso da Federação das Indústrias do Estado de São Paulo (Fiesp), localizados no prédio número 1.313 da Avenida Paulista, contando com o apoio do Serviço Social da Indústria (SESI), grupo que é vinculado à Fiesp e atua na área de fomento de ações voltadas a produtividade industrial e ao bem estar do trabalhador. Em outras cidades do Brasil, acontecem em parceiros locais.

## Arquivo do FILE
O [ARCHIVE] foi desenvolvido em Tainacan, um software de código aberto desenvolvido na Universidade de Brasília para a gestão de acervos digitais. O arquivo do FILE reúne informações e imagens sobre as várias edições do evento, incluindo  artistas, obras, catálogos e artes de divulgação das exposições.

## Publicações

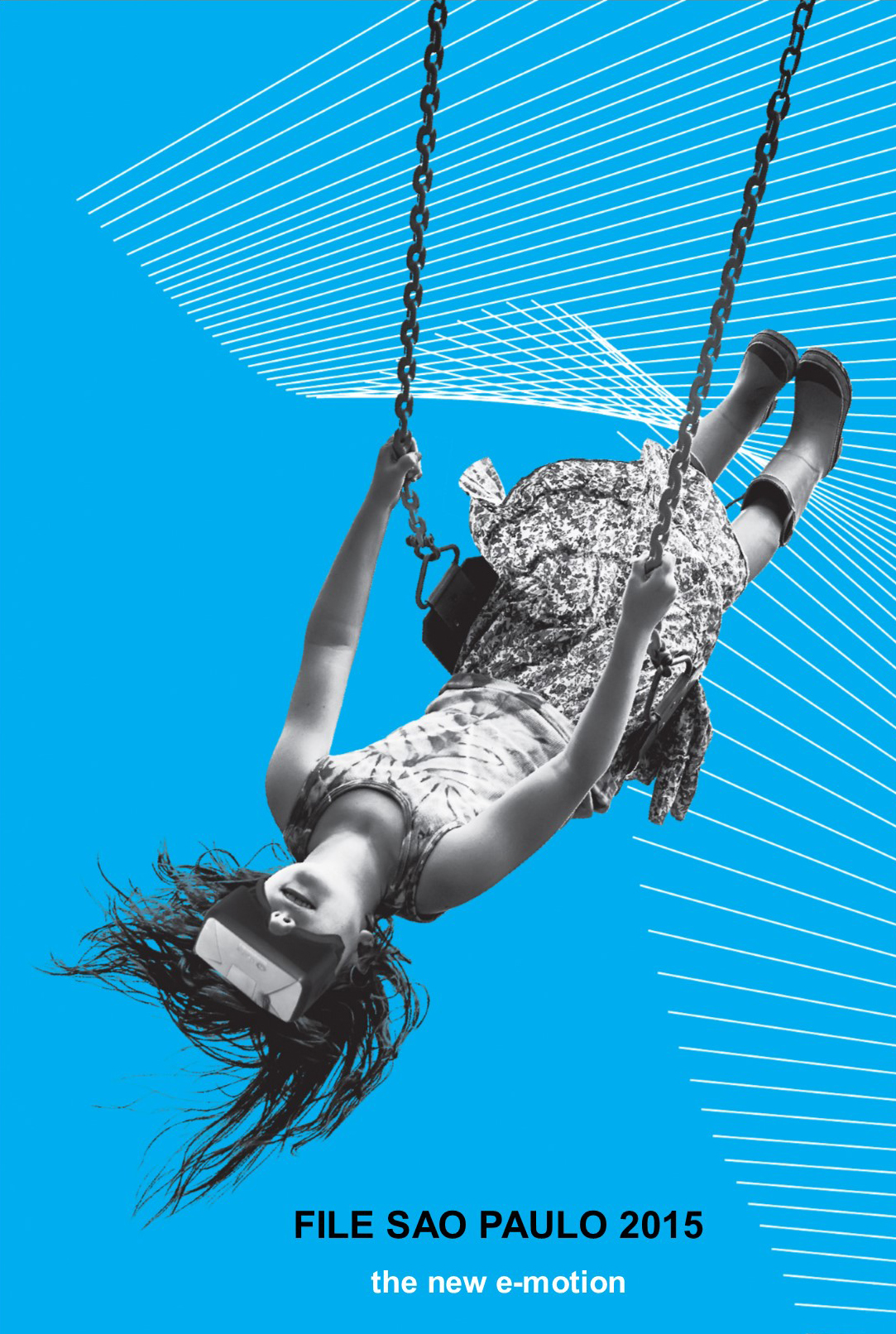
Cartaz do FILE São Paulo 2015 - The New e-Motion, Festival Internacional de Linguagem Eletrônica

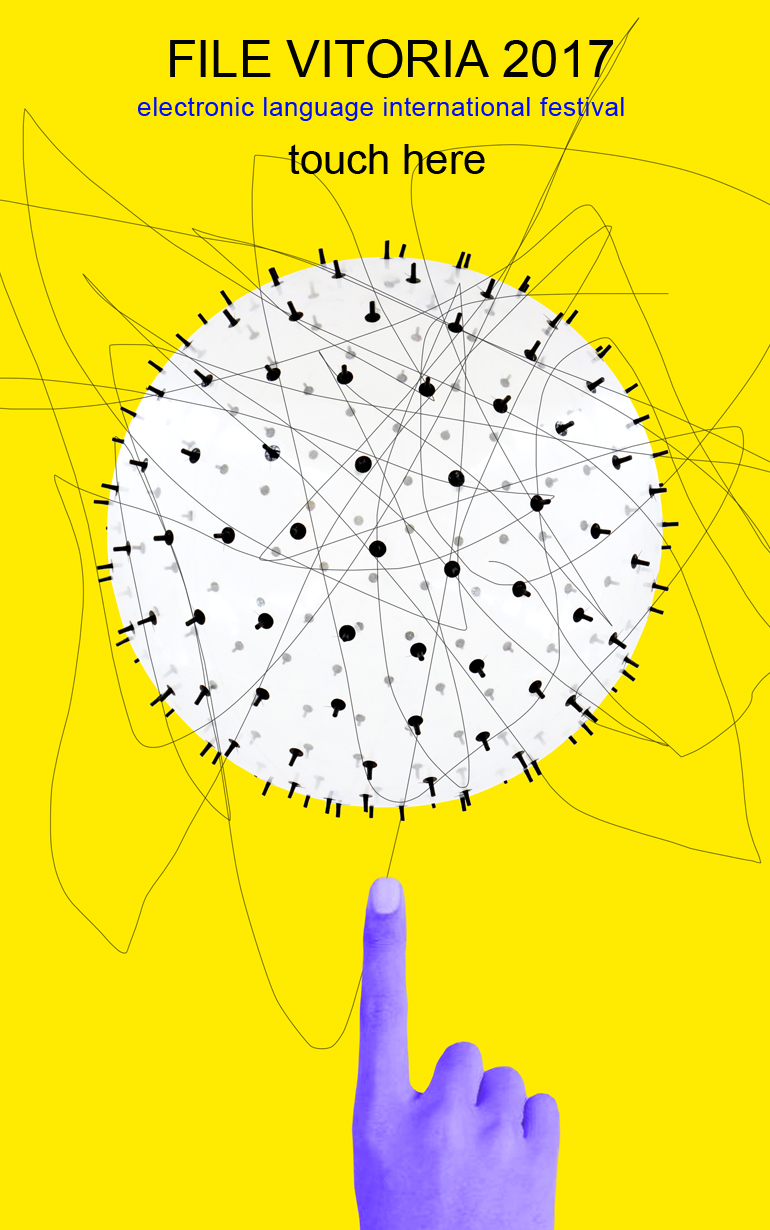
Cartaz do FILE Vitória 2017 - Toque Aqui, Festival Internacional de Linguagem Eletrônica

- 2019 - FILE SÃO PAULO 2019: 20 Anos de FILE 20 anos de Arte e Tecnologia
- 2018 - FILE RIO DE JANEIRO 2018: D I S R U P T I V A: A arte eletrônica na época disruptiva.
- 2018 - FILE SÃO PAULO 2018: O corpo é a mensagem
- 2018 - FILE BELO HORIZONTE 2018: D I S R U P T I V A: A arte eletrônica na época disruptiva
- 2017 - FILE BRASÍLIA 2017: D I S R U P T I V A: A arte eletrônica na época disruptiva
- 2017 - FILE PAI 2017: Paulista Avenida Interativa
- 2017 - FILE SOLO 2017. Lawrence Malstaf: A poética da imersão
- 2017 - FILE SÃO PAULO 2017: o borbulhar de universos
- 2017 - FILE Vitória 2017: toque aqui
- 2016 - FILE SÃO PAULO 2016: venha passar do limite
- 2015 - FILE SÃO PAULO 2015: THE NEW E-MOTION
- 2014 - FILE SP 2014: No rastro digital
- 2014 - FILE GAMES RIO 2014
- 2013 - FILE SP 2013
- 2013 - FILE GAMES RIO: GAME LOVER
- 2012 - FILE SP 2012
- 2012 - FILE RIO 2012
- 2011 - FILE SÃO PAULO 2011
- 2011 - FILE GAMES RIO 2011 – EU QUERO JOGAR
- 2011 - FILE POA 2011
- 2010 - FILE RIO 2010
- 2010 - Teoria Digital: dez anos do FILE Festival Internacional de Linguagem Eletrônica
- 2010 - FILE SÃO PAULO 2010
- 2009 - FILE 8 BIT GAME PEOPLE FILE Games Rio 09 e FILE Hipersônica Rio 09
- 2009 - FILE 10 NURBS PROTO 4KT FILE São Paulo 2009
- 2009 - FILE RIO 09
- 2008 - FILE 2008 OITO MILHÕES DE PIXELS
- 2008 - FILE RJ 2008: Se Liga
- 2008 - FILE PORTO ALEGRE 2008: Se Liga
- 2007 - FILE SÃO PAULO 2007: Geomatriz / Geomatrix
- 2007 - FILE RIO 2007
- 2006 - FILE 2006
- 2006 - FILE RIO 2006
- 2005 - HIPERMÍDIAS FILE 2005
- 2005 - FILE SYMPOSIUM 2005
- 2004 - The Hyper-Cinemactivity in File2004 (IMESP). ISBN 85-89730-02-6.
- 2003 - The Anarcho-Culture in New Media (IMESP). ISBN 85-89730018.
- 2002 - The_culture_of_immanence, in Internet Art (IMESP). ISBN 85-7060-038-0.